# Volemys
Volemys és un gènere de rosegadors de la família dels cricètids. Les dues espècies d'aquest grup es consideren endèmiques de la província de Sichuan (Xina), tot i que n'hi ha una possible observació a Yunnan el 1997 que no s'ha pogut confirmar. Anteriorment s'hi classificava les espècies actualment conegudes com a M. clarkei i M. kikuchii, però les anàlisis morfològiques han rebutjat aquesta categorització. El nom genèric Volemys és una combinació de la paraula anglesa vole (‘talpó’) i el mot grec mys.